# Sertón
En Brasil, el sertón (en portugués sertão, plural sertões, proveniente de desertão, "desiertón", o desierto grande) es una vasta región geográfica semiárida del Nordeste Brasileño, que incluye partes de los estados de Sergipe, Alagoas, Bahía, Pernambuco, Paraíba, Rio Grande do Norte, Ceará y Piauí. Sus habitantes se denominan sertanejos o sertaneros.
Geográficamente, el sertón consiste principalmente en colinas de poca altura que forman parte del Planalto Brasileiro. La mayor parte del sertón está entre 200 y 500 metros sobre el nivel del mar y sus máximas elevaciones se encuentran en el lado oriental del Planalto da Borborema, donde se mezcla con una región subhúmeda conocida como agreste, en la Serra da Ibiapaba en Ceará y en el Serro do Periquito del Pernambuco central. En el norte, el sertón se extiende a las planicies costeras de Rio Grande Do Norte, mientras en el sur desaparece en la franja norte de Minas Gerais.
Dos grandes ríos atraviesan el sertón, el Jaguaribe y el Piranhas más al este. Además, el río São Francisco se origina en el exterior de la región, y otros ríos menores se secan al final de la temporada lluviosa.

## Etimología
Existen varias hipótesis sobre el origen de la palabra Sertão, la mayoría de las cuales sitúan su aparición durante la colonización de Brasil por los portugueses. La más extendida afirma que cuando los colonizadores portugueses abandonaron la costa brasileña y se adentraron en el interior, notaron una gran diferencia en el clima de esta región semiárida y se refirieron a ella como "desertão" (desertón), debido a su clima cálido y seco. Por lo tanto, este nombre se habría entendido como "de sertão" (de sertón), quedando sólo la palabra Sertão.
La hipótesis de una corrupción de "desertão" es rebatida a partir de la fonética, que reafirma la imposibilidad de que sertão sea una corrupción del latín desertanu debido a la inversión que este camino significaría desde el punto de vista de la ley del menor esfuerzo, implicando una sonorización de la oclusiva en contraposición a ensordecedor, que sería la progresión más natural.
El inmortal de la Academia Brasileña de Letras Gustavo Barroso también rechazó esta hipótesis y defendió que el origen de la palabra estaba en el término muchitum, de la lengua mbunda de Angola, que significa "lugar en el interior". El término habría sido adoptado por los colonizadores portugueses en la forma de "mulcetão", reducida posteriormente a "celtão" y "certão", y difundido después por todo el imperio lusitano de ultramar durante los primeros siglos de su expansión.
También es posible que, por el contrario, el término angoleño surgiera del contacto con los portugueses, dado que el asentamiento de Sertã, en tierras portuguesas, se remonta a mucho antes de la época de las grandes navegaciones. Según la leyenda local, la ciudad fue fundada en el año 74 a. C. por el general romano Quinto Sertorio con el nombre de "Sertaga", corrompido a "Sartão". En una ocasión en que las tropas enemigas atacaron el asentamiento, una mujer se defendió de los soldados con una gran "sertãa", una sartén cuadrada, salvando a la aldea. La popularización de la leyenda y su similitud fonética con el nombre del lugar habrían hecho que esta palabra se utilizase también, por extensión, para caracterizar el entorno de este asentamiento, una de las tierras más interiores del territorio continental portugués, y que más tarde se extendiese como sinónimo de tierras interiores por todo el naciente imperio portugués.

## Clima y vegetación

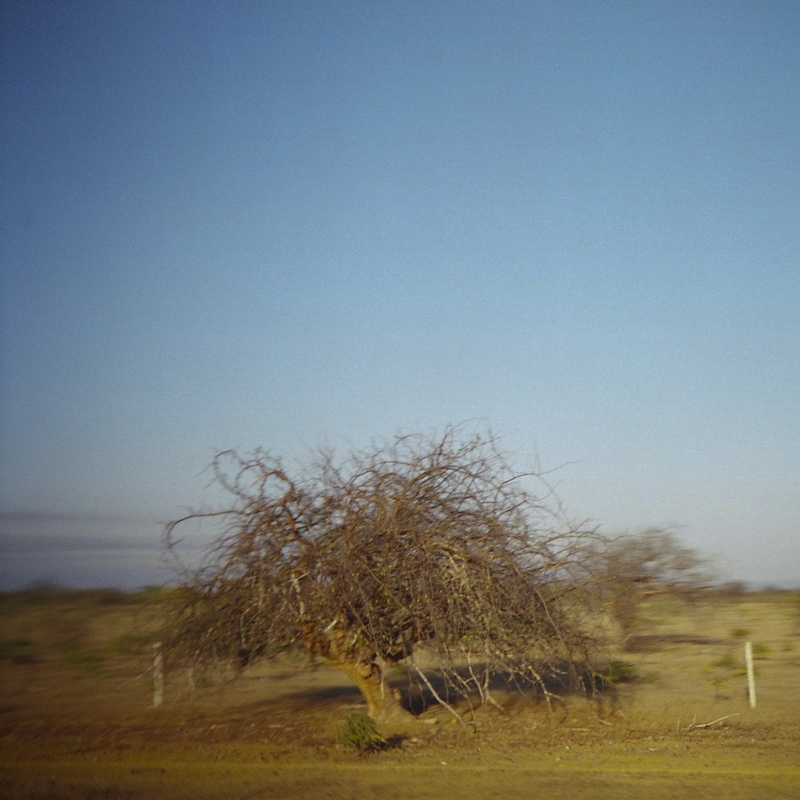
Típica vista del sertón brasileño en período de sequía.

Ya que el sertón se ubica cerca del ecuador geográfico, las temperaturas se mantienen más o menos uniformes a lo largo del año y son típicamente tropicales, a menudo extremadamente cálidas en el occidente.
Sin embargo, el sertón se distingue por sus bajas precipitaciones en comparación con otras áreas de Brasil. Dadas las temperaturas relativamente frescas del océano Atlántico, la zona de convergencia intertropical se mantiene en el norte de la región la mayoría del año, así que la mayor parte del año es muy seco.
La vegetación típica que cubre el sertón es la caatinga, consistente generalmente en arbustos bajos adaptados al clima extremo. Varias especies de árboles de la caatinga se han convertido en valiosas plantas hortícolas, tales como el marañón o castaña de Cajú. Lamentablemente, la vegetación del sertón ha sido en la actualidad sustancialmente degradada como resultado de siglos de remoción y quema para facilitar el cultivo de algodón. Aun así, importantes partes del sertón han sido reconocidas por su biodiversidad, dada la unicidad de su flora.

## Literatura
- Euclides da Cunha; Los sertones, (1902)Texto completo de Os sertões en internet;Texto en pdf, traducido al español
- Mario Vargas Llosa; "La guerra del fin del mundo"; 1981.
- João Guimarães Rosa; "Gran Sertón: Veredas"; 1956

- Datos: Q1331065
- Multimedia: Sertão / Q1331065